# Elaphoglossum rzedowskii
Elaphoglossum rzedowskii là một loài thực vật có mạch trong họ Lomariopsidaceae. Loài này được Mickel mô tả khoa học đầu tiên năm 1980.